# Giải vô địch bóng đá nữ U-17 thế giới 2012
Giải vô địch bóng đá nữ U-17 thế giới 2012 là lần thứ ba giải đấu lớn nhất dành cho bóng đá nữ lứa tuổi 17 được tổ chức. Giải diễn ra tại Azerbaijan từ ngày 22 tháng 9 đến ngày 13 tháng 10. Hàn Quốc là đương kim vô địch, nhưng sau đó đã không thể vượt qua vòng loại.
Pháp đã giành chức vô địch sau khi vượt qua Triều Tiên trong loạt luân lưu.

## Linh vật
Linh vật chính thức của giải đấu là Top Top Girl (Top Top Qız), có nghĩa là quả bóng trong tiếng Azerbaijan, một cô gái trẻ với quốc kỳ Azerbaijan được vẽ trên má. Với trang phục thi đấu màu xanh lam, đỏ, xanh lá cây và trắng giống như đội tuyển quốc gia chủ nhà và mái tóc nâu buộc đuôi ngựa được thiết kế giống với thứ được gọi là buta, một họa tiết trang trí cong được sử dụng rộng rãi trong nghệ thuật Azerbaijan.

## Các đội vượt qua vòng loại
| Liên đoàn                          | Vòng loại                                                 | Đội                                        |
| ---------------------------------- | --------------------------------------------------------- | ------------------------------------------ |
| AFC (châu Á)                       | Giải vô địch bóng đá nữ U-16 châu Á 2011                  | Trung Quốc1 · Nhật Bản · CHDCND Triều Tiên |
| CAF (châu Phi)                     | Vòng loại châu Phi 2012                                   | Gambia1 · Ghana · Nigeria                  |
| CONCACAF (Bắc, Trung Mỹ và Caribe) | Giải vô địch bóng đá nữ U-17 Bắc, Trung Mỹ và Caribe 2012 | Canada · México · Hoa Kỳ                   |
| CONMEBOL (Nam Mỹ)                  | Giải vô địch bóng đá nữ U-17 Nam Mỹ 2012                  | Brasil · Colombia · Uruguay1               |
| OFC (châu Đại Dương)               | Vòng loại châu Đại Dương 2012                             | New Zealand                                |
| UEFA (châu Âu)                     | Chủ nhà                                                   | Azerbaijan1                                |
| UEFA (châu Âu)                     | Giải vô địch bóng đá nữ U-17 châu Âu 2012                 | Pháp · Đức                                 |

1.^ Các đội tuyển lần đầu tiên tham dự.

|  | Các đội thi đấu vòng chung kết |
|  | Đội không vượt qua vòng loại   |
|  | Đội không tham dự vòng loại    |
|  | Quốc gia không thuộc FIFA      |

## Địa điểm
| Baku                        | Baku                        | Baku               | Baku               | Baku                            | Baku                            |
| --------------------------- | --------------------------- | ------------------ | ------------------ | ------------------------------- | ------------------------------- |
| Sân vận động Tofiq Bahramov | Sân vận động Tofiq Bahramov | Bakcell Arena      | Bakcell Arena      | Sân vận động Shafa              | Sân vận động Shafa              |
| Sức chứa: 31.200            | Sức chứa: 31.200            | Sức chứa: 11.000   | Sức chứa: 11.000   | Sức chứa: 8.152                 | Sức chứa: 8.152                 |
|                             |                             |                    |                    |                                 |                                 |
| BakuLankaran                |                             |                    |                    |                                 |                                 |
| Baku                        | Baku                        | Baku               | Baku               | Lankaran                        | Lankaran                        |
| Dalga Arena                 | Dalga Arena                 | Sân vận động Bayil | Sân vận động Bayil | Sân vận động Thành phố Lankaran | Sân vận động Thành phố Lankaran |
| Sức chứa: 6.700             | Sức chứa: 6.700             | Sức chứa: 5.000    | Sức chứa: 5.000    | Sức chứa: 15.000                | Sức chứa: 15.000                |
|                             |                             |                    |                    |                                 |                                 |

## Trọng tài
Tổng cộng có 14 trọng tài và 28 trợ lý trọng tài được FIFA bổ nhiệm cho giải đấu.
| Liên đoàn | Trọng tài                                                                                       | Trợ lý trọng tài |
| --------- | ----------------------------------------------------------------------------------------------- | --- |
| AFC       | Etsuko Fukano Ri Hyang-ok                                                                       | Hong Kum-nyo Liu Hsiu-mei Chie Ohata Zhang Lingling |
| CAF       | Aissata Amegee                                                                                  | Emmanuella Aglago Diana Mukasa Khadidja Belkadi |
| CONCACAF  | Alondra Arellano Gillian Martindale Cardella Samuels                                            | Elizabeth Aguilar Milagros Leonardo Nykasie Liverpool Suzanne Morisset Shirley Perelló Mady Santos                                                                                                |
| CONMEBOL  | Claudia Umpiérrez                                                                               | Luciana Mascaraña Nadia Weiler |
| OFC       | Finau Vulivuli                                                                                  | Jacqueline Stephenson Wantin Yagum |
| UEFA      | Jana Adámková Katalin Kulcsár Kateryna Monzul Morag Pirie Karolina Radzik-Johan Carina Vitulano | Nicolet Bakker Ourania Foskolou Giuliana Guarino Panagiota Koutsoumpou Judit Kulcsár Monica Løkkeberg Ulviyya Mustafaeva Maya Nabiyeva Lucie Ratajová Judit Romano Romina Santuari Adriana Šecová |

## Bốc thăm
Lễ bốc thăm vòng bảng được tổ chức vào ngày 6 tháng 7 năm 2012 tại Baku.

## Đội hình
Mỗi đội đã gửi một đội hình gồm 21 cầu thủ, bao gồm ba thủ môn. Các đội hình đã được công bố vào ngày 14 tháng 9 năm 2012.

## Vòng bảng
Thứ hạng của mỗi đội trong mỗi bảng sẽ được xác định như sau:
1. Số điểm cao nhất đạt được trong tất cả các trận đấu vòng bảng
2. Hiệu số bàn thắng bại trong tất cả các trận đấu vòng bảng
3. Số bàn thắng ghi được nhiều nhất trong tất cả các trận đấu vòng bảng

Nếu hai hoặc nhiều đội bằng điểm nhau dựa trên ba tiêu chí trên, thứ hạng của họ sẽ được xác định như sau:
1. Số điểm cao nhất đạt được trong các trận đấu vòng bảng giữa các đội liên quan
2. Hiệu số bàn thắng bại phát sinh từ các trận đấu vòng bảng giữa các đội có liên quan
3. Số bàn thắng lớn nhất được ghi trong tất cả các trận đấu vòng bảng giữa các đội liên quan
4. Quyết định bốc thăm của ban tổ chức

Hai đội đứng nhất và nhì ở mỗi bảng sẽ giành quyền vào tứ kết.
Tất cả các trận đấu diễn ra theo giờ mùa hè Azerbaijan (UTC+5).

### Bảng A
| Đội        | Tr | T | H | B | BT | BB | HS  | Đ |
| ---------- | -- | - | - | - | -- | -- | --- | - |
| Nigeria    | 3  | 2 | 1 | 0 | 15 | 1  | +14 | 7 |
| Canada     | 3  | 2 | 1 | 0 | 3  | 1  | +2  | 7 |
| Colombia   | 3  | 1 | 0 | 2 | 4  | 4  | 0   | 3 |
| Azerbaijan | 3  | 0 | 0 | 3 | 0  | 16 | −16 | 0 |

| Nigeria    | 1–1      | Canada           |
| ---------- | -------- | ---------------- |
| Ihezuo 81' | Chi tiết | Pierre-Louis 63' |

| Azerbaijan | 0–4      | Colombia                                         |
| ---------- | -------- | ------------------------------------------------ |
|            | Chi tiết | Castillo 17', 20' · Maldonando 44' · Aguirre 73' |

| Colombia | 0–1      | Canada     |
| -------- | -------- | ---------- |
|          | Chi tiết | Clarke 51' |

| Azerbaijan | 0–11     | Nigeria                                                                                    |
| ---------- | -------- | ------------------------------------------------------------------------------------------ |
|            | Chi tiết | Ihezuo 5', 32', 37', 56', 70' · Ayinde 8', 24' · Biahwo 20', 74' · Yakubu 22' · Bokiri 68' |

| Canada        | 1–0      | Azerbaijan |
| ------------- | -------- | ---------- |
| Sanderson 48' | Chi tiết |            |

| Colombia | 0–3      | Nigeria                             |
| -------- | -------- | ----------------------------------- |
|          | Chi tiết | Ayinde 32', 75' · Duarte 80' (l.n.) |

### Bảng B
| Đội               | Tr | T | H | B | BT | BB | HS  | Đ |
| ----------------- | -- | - | - | - | -- | -- | --- | - |
| CHDCND Triều Tiên | 3  | 1 | 2 | 0 | 13 | 2  | +11 | 5 |
| Pháp              | 3  | 1 | 2 | 0 | 11 | 3  | +8  | 5 |
| Hoa Kỳ            | 3  | 1 | 2 | 0 | 7  | 1  | +6  | 5 |
| Gambia            | 3  | 0 | 0 | 3 | 2  | 27 | −25 | 0 |

| CHDCND Triều Tiên | 11–0     | Gambia |
| --- | -------- | ------ |
| Choe Yun-Gyong 18' · Ri Un-Sim 19', 31' (ph.đ.), 34' · Ri Kyong-Hyang 20', 63', 77' · Kim Phyong-Hwa 44' · Kim So-Hyang 68' · Ri Hyang-Sim 87', 90+1' | Chi tiết |        |

| Pháp | 0–0      | Hoa Kỳ |
| ---- | -------- | ------ |
|      | Chi tiết |        |

| Pháp      | 1–1      | CHDCND Triều Tiên |
| --------- | -------- | ----------------- |
| Diani 60' | Chi tiết | Ri Un-Sim 59'     |

| Hoa Kỳ                                                                             | 6–0      | Gambia |
| ---------------------------------------------------------------------------------- | -------- | ------ |
| Green 25' (ph.đ.), 71' · Munerlyn 46' · Jarju 61' (l.n.) · Stanton 83' · Payne 86' | Chi tiết |        |

| Gambia                  | 2–10     | Pháp |
| ----------------------- | -------- | --- |
| Bah 48' · Sissohore 69' | Chi tiết | Cousin 11', 81' · Sanneh 25' (l.n.) · Declercq 35', 78', 85' · Gherbi 53' · Diani 71' · Mbock Bathy 79' · Bojang 90' (l.n.) |

| Hoa Kỳ     | 1–1      | CHDCND Triều Tiên |
| ---------- | -------- | ----------------- |
| Jenkins 2' | Chi tiết | Ri Un-Sim 4'      |

### Bảng C
| Đội         | Tr | T | H | B | BT | BB | HS  | Đ |
| ----------- | -- | - | - | - | -- | -- | --- | - |
| Nhật Bản    | 3  | 3 | 0 | 0 | 17 | 0  | +17 | 9 |
| Brasil      | 3  | 2 | 0 | 1 | 5  | 8  | −3  | 6 |
| México      | 3  | 1 | 0 | 2 | 1  | 10 | −9  | 3 |
| New Zealand | 3  | 0 | 0 | 3 | 3  | 8  | −5  | 0 |

| México    | 1–0      | New Zealand |
| --------- | -------- | ----------- |
| Perez 36' | Chi tiết |             |

| Brasil | 0–5      | Nhật Bản                                        |
| ------ | -------- | ----------------------------------------------- |
|        | Chi tiết | Masuya 2', 17' · Narumiya 49', 67' · Sugita 63' |

| México | 0–1      | Brasil     |
| ------ | -------- | ---------- |
|        | Chi tiết | Byanca 82' |

| New Zealand | 0–3      | Nhật Bản                                 |
| ----------- | -------- | ---------------------------------------- |
|             | Chi tiết | Hasegawa 60', 78' · Sumida 90+3' (ph.đ.) |

| Nhật Bản | 9–0      | México |
| --- | -------- | ------ |
| Shimizu 8' · Narumiya 18' (ph.đ.) · Shiraki 22', 29' · Inoue 28', 56' · Sugita 69' · Momiki 79' · Nakamura 86' | Chi tiết |        |

| New Zealand                            | 3–4      | Brasil                                                     |
| -------------------------------------- | -------- | ---------------------------------------------------------- |
| Jensen 4' · Clara 45+1' · Puketapu 77' | Chi tiết | Byanca 10' · Brena 26' · Andressa 35' (ph.đ.) · Camila 55' |

### Bảng D
| Đội        | Tr | T | H | B | BT | BB | HS  | Đ |
| ---------- | -- | - | - | - | -- | -- | --- | - |
| Đức        | 3  | 2 | 1 | 0 | 8  | 4  | +4  | 7 |
| Ghana      | 3  | 2 | 0 | 1 | 8  | 2  | +6  | 6 |
| Trung Quốc | 3  | 1 | 1 | 1 | 5  | 3  | +2  | 4 |
| Uruguay    | 3  | 0 | 0 | 3 | 2  | 14 | −12 | 0 |

| Ghana       | 1–2      | Đức                   |
| ----------- | -------- | --------------------- |
| Ayieyam 80' | Chi tiết | Beil 13' · Bremer 19' |

| Uruguay | 0–4      | Trung Quốc                                                  |
| ------- | -------- | ----------------------------------------------------------- |
|         | Chi tiết | Đường Giai Lệ 23' · Trương Thần 34', 41' · Lã Duyệt Vân 79' |

| Uruguay | 0–5      | Ghana                                                     |
| ------- | -------- | --------------------------------------------------------- |
|         | Chi tiết | Ayieyam 8' · Okyere 24', 79' · Ahialey 45' · Alhassan 78' |

| Trung Quốc     | 1–1      | Đức             |
| -------------- | -------- | --------------- |
| Mậu Tư Văn 12' | Chi tiết | Kiessling 90+4' |

| Đức                                                             | 5–2      | Uruguay         |
| --------------------------------------------------------------- | -------- | --------------- |
| Däbritz 14', 64' · Knaak 48' · Kiessling 65' · Beck 80' (ph.đ.) | Chi tiết | Badell 42', 87' |

| Trung Quốc | 0–2      | Ghana            |
| ---------- | -------- | ---------------- |
|            | Chi tiết | Ayieyam 18', 88' |

## Vòng đấu loại trực tiếp
Tại vòng này, nếu hai đội không phân thắng bại trong 90 phút chính thức, họ sẽ lập tức bước vào loạt sút luân lưu.
|  | Tứ kết                  | Tứ kết                  |                            |       | Bán kết       | Bán kết       |  |  | Chung kết | Chung kết |
|  |                         |                         |                            |       |               |               |  |  |           |           |
|  | 4 tháng 10 - Baku (8KM) |                         |                            |       |               |               |  |  |           |           |
|  |                         |                         |                            |       |               |               |  |  |           |           |
|  | Nigeria                 | 0 (3)                   |                            |       |               |               |  |  |           |           |
|  | Nigeria                 | 0 (3)                   | 9 tháng 10 - Baku (8KM)    |       |               |               |  |  |           |           |
|  | Pháp (ph.đ)             | 0 (5)                   |                            |       |               |               |  |  |           |           |
|  | Pháp (ph.đ)             | 0 (5)                   | Pháp                       | 2     |               |               |  |  |           |           |
|  | 5 tháng 10 - Baku (8KM) |                         | Pháp                       | 2     |               |               |  |  |           |           |
|  |                         | Ghana                   | 0                          |       |               |               |  |  |           |           |
|  | Nhật Bản                | Ghana                   | 0                          | 0     |               |               |  |  |           |           |
|  | Nhật Bản                |                         | 13 tháng 10 - Baku (Tofik) | 0     |               |               |  |  |           |           |
|  | Ghana                   | 1                       |                            |       |               |               |  |  |           |           |
|  | Ghana                   | 1                       | Pháp (ph.đ)                | 1 (7) |               |               |  |  |           |           |
|  | 4 tháng 10 - Baku (8KM) |                         | Pháp (ph.đ)                | 1 (7) |               |               |  |  |           |           |
|  |                         | CHDCND Triều Tiên       | 1 (6)                      |       |               |               |  |  |           |           |
|  | CHDCND Triều Tiên       | CHDCND Triều Tiên       | 1 (6)                      | 2     |               |               |  |  |           |           |
|  | CHDCND Triều Tiên       | 9 tháng 10 - Baku (8KM) |                            | 2     |               |               |  |  |           |           |
|  | Canada                  | 1                       |                            |       |               |               |  |  |           |           |
|  | Canada                  | 1                       | CHDCND Triều Tiên          | 2     |               |               |  |  |           |           |
|  | 5 tháng 10 - Baku (8KM) |                         | CHDCND Triều Tiên          | 2     |               |               |  |  |           |           |
|  |                         | Đức                     | 1                          |       | Tranh hạng ba | Tranh hạng ba |  |  |           |           |
|  | Đức                     | Đức                     | 1                          | 2     | Tranh hạng ba | Tranh hạng ba |  |  |           |           |
|  | Đức                     |                         | 13 tháng 10 - Baku (Tofik) | 2     |               |               |  |  |           |           |
|  | Brasil                  | 1                       |                            |       |               |               |  |  |           |           |
|  | Brasil                  | 1                       | Ghana                      | 1     |               |               |  |  |           |           |
|  |                         |                         |                            |       |               |               |  |  |           |           |
|  | Đức                     | 0                       |                            |       |               |               |  |  |           |           |
|  | Đức                     | 0                       |                            |       |               |               |  |  |           |           |

### Tứ kết
| CHDCND Triều Tiên  | 2–1      | Canada        |
| ------------------ | -------- | ------------- |
| Ri Un-Sim 78', 87' | Chi tiết | Prince 90'+1' |

| Nigeria                             | 0–0      | Pháp                                                     |
| ----------------------------------- | -------- | -------------------------------------------------------- |
|                                     | Chi tiết |                                                          |
| Loạt sút luân lưu                   |          |                                                          |
| Emenayo · Nnodim · Ofoegbu · Biahwo | 3–5      | Toletti · Declercq · Mbock Bathy · Cascarino · Romanelli |

| Đức                       | 2–1      | Brasil       |
| ------------------------- | -------- | ------------ |
| Däbritz 31' · Knaak 90+2' | Chi tiết | Djenifer 13' |

| Nhật Bản | 0–1      | Ghana       |
| -------- | -------- | ----------- |
|          | Chi tiết | Sumaila 53' |

### Bán kết
| Pháp           | 2–0      | Ghana |
| -------------- | -------- | ----- |
| Diani 31', 89' | Chi tiết |       |

| CHDCND Triều Tiên     | 2–1      | Đức       |
| --------------------- | -------- | --------- |
| Kim So-Hyang 39', 47' | Chi tiết | Knaak 59' |

### Tranh hạng ba
| Ghana      | 1–0      | Đức |
| ---------- | -------- | --- |
| Okyere 38' | Chi tiết |     |

### Chung kết
| Pháp                                                                                | 1–1      | CHDCND Triều Tiên                                                                                                  |
| ----------------------------------------------------------------------------------- | -------- | --- |
| Declercq 33'                                                                        | Chi tiết | Ri Un-Sim 79' |
| Loạt sút luân lưu                                                                   |          | |
| Toletti · Declercq · Mbock Bathy · Romanelli · Cascarino · Bruneau · Carage · Diani | 7–6      | Kim Un-Hwa · Choe Chung-Bok · Choe Yun-Gyong · Kim Hyang-Mi · Ri Kyong-Hyang · Ri Un-Sim · Ri Kum-Suk · Ri Un-Yong |

## Vô địch
| Giải vô địch bóng đá nữ U-17 thế giới 2012 |
| ------------------------------------------ |
| · Pháp · Lần thứ 1                         |

## Giải thưởng
Các giải thưởng sau đây đã được trao sau giải đấu:
| Quả bóng vàng       | Quả bóng bạc | Quả bóng đồng |
| ------------------- | ------------ | ------------- |
| Griedge Mbock Bathy | Ri Hyang-Sim | Hasegawa Yui  |

| Chiếc giày vàng | Chiếc giày bạc   | Chiếc giày đồng |
| --------------- | ---------------- | --------------- |
| Ri Un-Sim       | Chinwendu Ihezuo | Halimatu Ayinde |

| Giải phong cách FIFA | Găng tay vàng  |
| -------------------- | -------------- |
| Nhật Bản             | Romane Bruneau |

## Cầu thủ ghi bàn
8 bàn
- Ri Un-Sim

6 bàn
- Chinwendu Ihezuo

4 bàn
- Jane Ayieyam
- Halimatu Ayinde
- Lea Declercq
- Kadidiatou Diani

3 bàn
| - Sara Däbritz - Rebecca Knaak | - Priscilla Okyere - Yui Narumiya | - Kim So-Hyang - Ri Kyong-Hyang |

2 bàn
- Byanca
- Dayana Castillo
- Ricarda Kiessling
- Summer Green
- Hasegawa Yui
- Inoue Ayaka
- Masuya Rika
- Shiraki Akari
- Sugita Hina
- Tessy Biahwo
- Pauline Cousin
- Ri Hyang-Sim
- Trương Thần
- Yamila Badell

1 bàn
- Andressa
- Brena
- Camila
- Summer Clarke
- Amandine Pierre-Louis
- Nichelle Prince
- Valerie Sanderson
- Laura Aguirre
- Gabriela Maldonado
- Sharon Beck
- Vivien Beil
- Pauline Bremer
- Penda Bah
- Sainey Sissohore
- Alberta Ahialey
- Fatima Alhassan
- Sherifatu Sumaila
- Darian Jenkins
- Amber Munerlyn
- Toni Payne
- Morgan Stanton
- Fernanda Perez
- Ana Clara
- Emily Jensen
- Martine Puketapu
- Momiki Yuka
- Nakamura Mizuki
- Shimizu Risa
- Sumida Rin
- Joy Bokiri
- Aminat Yakubu
- Candice Gherbi
- Griedge Mbock Bathy
- Choe Yun-Gyong
- Kim Phyong-Hwa
- Đường Giai Lệ
- Lã Duyệt Vân
- Mậu Tư Văn

Bàn phản lưới nhà
- Diana Duarte (trận gặp Nigeria)
- Mariama Bojang (trận gặp Pháp)
- Amie Jarju (trận gặp Hoa Kỳ)
- Metta Sanneh (trận gặp Pháp)